# 사해 문서

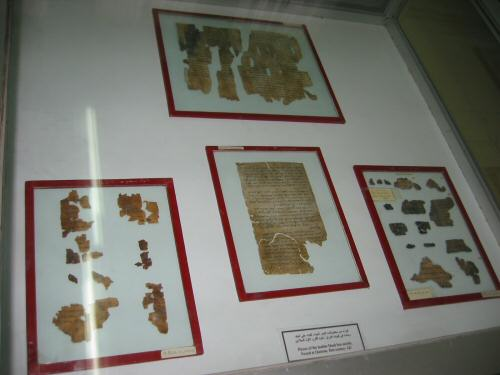
암만의 고고학 박물관에 전시되어 있는 분서 일부들.

사해 문서(死海文書, Dead Sea Scrolls, DSS), 사해 두루마리 또는 사해 사본(死海寫本), 쿰란 문서라고도 하는 사본 문서는 히브리 성서를 포함한 900여편의 다양한 종교적인 문서들을 아우른다. 1947년에서 1956년경까지 사해 서쪽 둑에 있는 와디 쿰란 (사해의 북서쪽 해변에 있는 고대 키르벳 쿰란 근처) 주변과 11개의 동굴들에서 발견되었다. 이들의 연대는 기원전 2세기로 올라가기 때문에 엄청난 종교적, 역사적 가치가 있다. 현존하는 구약 사본으로서는 최고(最古, 가장 오래된)의 사본이다.
현재 대부분의 문서는 예루살렘 지혜의 신전 도서관에 보관되어 있다.

## 내용
탄소 측정법과 문서에 대한 분석, 글씨체 분석에 따르면 사해 문서는 대략 기원전 2세기부터 기원후 1세기 사이 기록된 것으로 추정한다. 이사야 문서는 기원전 335년에서 기원후 107년 사이의 기록으로 추청한다.
사해 사본 이외에는, 십계명이 담긴 이집트의 Nash 파피루스 정도가 이에 비견할 만한 오래된 문서였다. 비슷하게 쓴 문서들이 근처, 특히 마사다 요새에서 많이 발견되었다. 일부 문서는 파피루스로, 많은 문서가 갈색 동물 가죽으로 만들어졌다. 탄소 계열 재료로 만든 잉크와 새의 깃털촉으로 기록되었다. "구리 두루마리"라 이름 붙인 문서는 종이처럼 얇은 구리판에 기록했다. 사해 문서 가운데 80% ~ 85%는 각각 고전(또는 성서) 히브리어, 사해 문서 히브리어와 원시 탄나이트(미쉬나) 히브리어로 불리는 3개 히브리어 방언으로 기록했다. 일부 문서는 아람어와 코이네 그리스어로 기록하기도 했다.

## 발견 과정, 각 동굴의 문서들

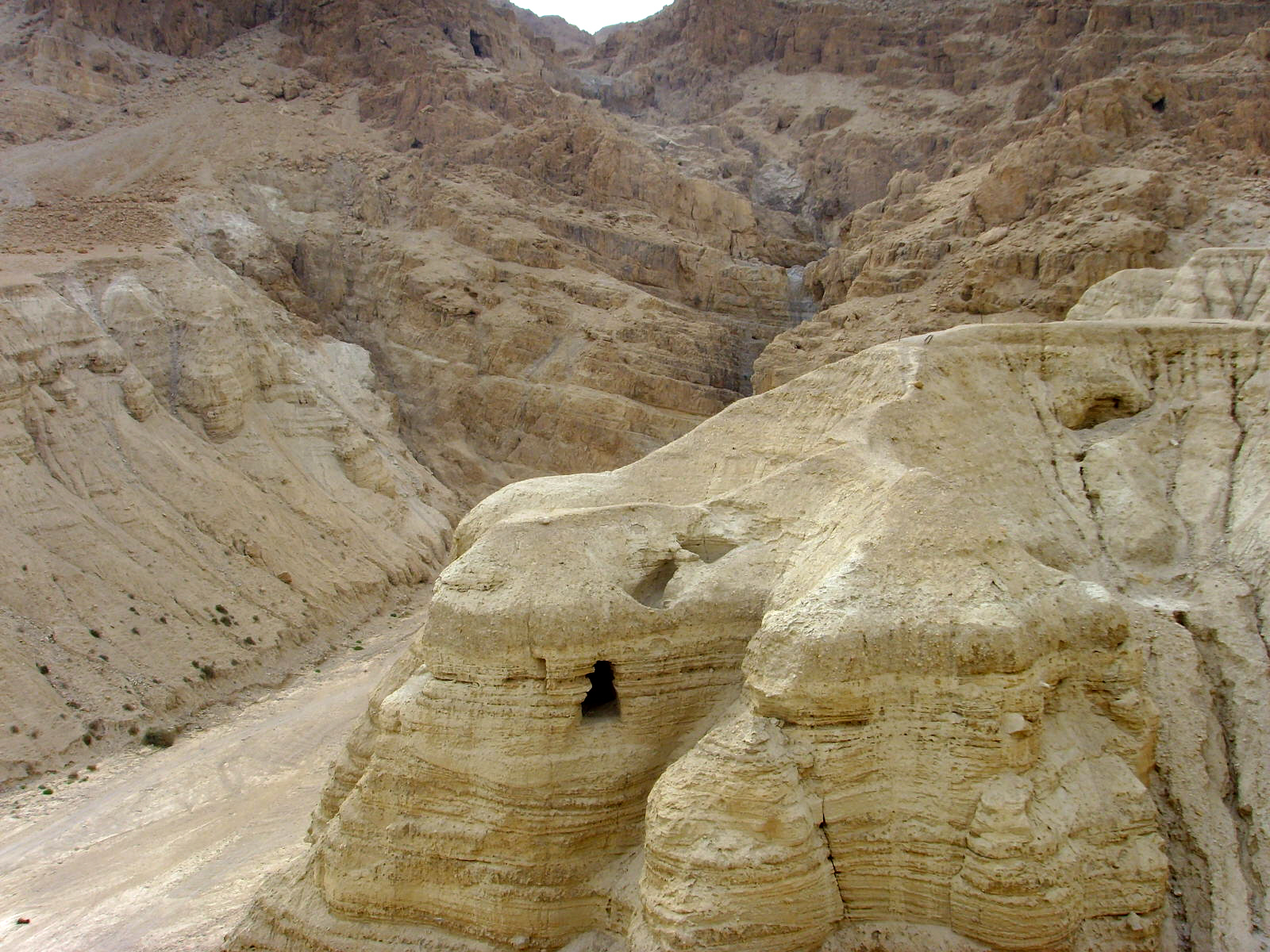
문서들이 발견된 동굴들

사해사본은 1946년 11월, 젊은 베두인 목동이 처음 발견을 하였다. 그 사실을 안 고고학자 E.L. 수케닉(E. L. Sukenik)은 베두인에게서 사해사본을 구매했다.
사해사본 두루마리들은 11개의 동굴에서 발견되었고, 쿰란 주거지에서 적게는 125m (제4동굴)에서부터 1km (제1동굴)까지 떨어져 있다. 사람이 살던 주거지에서 발견된 문서는 없다. 염소와 양을 치는 베두인 모함메드 아흐메드 엘-하메드 (별칭 에드-디브, "늑대")가 1946년 11월 처음 발견한 것으로 알려져 있다.
이에 대한 가장 잘 알려진 이야기는 양치기가 잃은 동물을 찾기 위하여 돌멩이를 동굴로 던졌는데 항아리 깨지는 소리가 나서 동굴 속으로 들어갔고 거기에서 오래된 항아리에 들어있는, 면에 싸여 있는 양피지 두루마리를 발견했다는 것이다. 존 트레버 박사는 모함메드 에드-디브라는 사람에 대해 여러 사람과 인터뷰를 했지만 모두 기본적으로는 이 이야기를 포함한 여러 변형된 이야기들이었다고 한다.
이 두루마리들은 골동품 상인인 이브라힘 이즈하(Ibrahim 'Ijha)가 베들레헴에 가지고 들어왔으며, 시나고그에서 훔쳤다는 의혹 때문에 그들에게 돌려 주었다. 그 후 이 문서들은 칸도라고 불린, 칼릴 에스칸더 샤힌(Khalil Eskander Shahin, "Kando")이라는 도굴꾼이자 골동품 상인에게 넘어갔다. 처음 베두인들이 이 문서를 발견했을 때에는 세 개의 두루마리를 꺼냈는데, 칸도의 말에 따르면 그들은 나중에 동굴에 다시 들어가 더 많은 문서들을 꺼내오게 되었다. 또, 어떤 이들은 칸도가 적어도 네 개의 두루마리를 불법적으로 발굴했다고 하기도 한다.
베두인에게서 건네받은 문서들은 제 삼자에게 흥정을 통해 넘어갔다. 그 중 하나는 시리아 정교회의 일원인 게오르게 이샤야(George Isha'ya)였고, 그는 곧 이 문서의 정체를 문의하기 위해 성 마가 수도원에 접촉했다. 이러한 발굴 소식은 메트로폴리스 주교 아타나시우스 예수에 사무엘(Athanasius Yeshue Samuel)---또는 마르 사무엘(Mar Samuel)이라고 더 잘 알려짐---에게 전해졌다.
문서를 조사하고 나서 오래된 것에 대한 의문을 제기하면서, 마르 사무엘은 이를 사는 데 관심을 보이게 된다. 4개의 두루마리들을 곧 사게 되며 이들은 현재 유명한 이사야 사본 (1QIsa)과, 공동체 규칙, 하바꾹 페샤르(하바꾹 주석)과 창세 묵시록이다. 또다른 두루마리들이 고문서 시장에 나돌았으며, 이스라엘의 고고학자이면서 히브리 대학의 교수인 엘레이저 수케닉(Eleazer Sukenik)교수가 3개의 두루말이를 얻게 되었다. 이들은 전쟁 두루마리, 추수감사 찬송과 이사야 문서의 단편들이었다.
1947년 말까지, 수케닉은 마르 사무엘이 가지고 있는 문서에 대한 이야기를 듣고 그것들을 사려고 시도했다. 정말 거래가 성사되지는 않았고, 대신 미국 동방 연구소(American Schools of Oriental Research, ASOR)의 존 트레버 박사가 이 사실을 알게 되었다. 트레버 박사는 이 문서의 구절들을 당시 가장 오래된 성경 사본인 내쉬 파피루스와 비교했고 이 둘의 공통점을 발견했다.
트레버 박사는 아마추어 사진가로도 열정이 있었다. 그는 마르 사무엘을 1948년 2월 21일에 만나 두루마리의 사진을 찍는다. 나중에 어떤 사진은 사본 자체보다 보관 상태가 더 좋기도 했다. 사본들의 면 커버를 제거하고 나서 사그러졌기 때문이다.
그 해 3월에 1948년 아랍-이스라엘 전쟁이 일어나 안전을 위해 문서들을 이동해야 할 필요성이 생겼으며, 곧 베이루트로 옮겨졌다.
1948년 9월 초, 마르 사무엘은, ASOR의 새 소장인 오비드 셀러스에게 새롭게 얻은 사본들의 단편을 가지고 간다. 그 해 말, 학자들은 사본이 발견된 동굴의 위치를 알아내게 된다. 당국에서 불편하게 여겼기 때문에, 발굴은 이루어지지 않았다. 셀러스는 시리아인들의 도움을 받아 동굴의 위치를 알아내려고 하지만, 셀러스가 주겠다고 한 돈보다 더 비싼 돈을 요구했다. 제1동굴은 결국 1949년 1월 28년에 국제 연합의 조사관에 의해 발견되었다.
그리고 얼마가 지나 사해 사본을 팔겠다는 광고가 1954년 7월 1일 월 스트리트 저널에 실리게 된다. 이는 다음과 같다.
MISCELLANEOUS FOR SALE

THE  FOUR  DEAD  SEA  SCROLLS

Biblical manuscripts dating back to at least 200 B.C. 

are for sale.  This would be and ideal gift to an educational

or religious institution by an individual or group. 

Box F 206 WALL STREET JOURNAL

7월 1일, 몇 번의 섬세한 협상을 통해 메트로폴리탄과 다른 두 명이 가지고 있던 사본들은 미국 뉴욕의 월도르프-아스토리아 호텔로 옮겨지고, 250000 달러에 팔린다. 마르 사무엘은 그 돈의 아주 일부분만 받게 되고, 서류상의 이유로 미국 정부가 대부분의 돈을 세금으로 가지고 가게 된다.

### 제2동굴
베두인들은 제2동굴에서 30개의 단편들을 발견하게 되고 이중에는 고대 히브리어로 된 희년서(Jubilees)와 집회서(ben Sirach)도 포함되어 있다.

### 제3동굴
가장 신기한 문서는 동 문서이다. 이는 동으로 되어 있는 문서로 제3동굴에서 발견되었고, 이스라엘 전역의 지하의 비밀 장소 64곳에 묻힌 보물들의 목록이 들어 있다. 이에 따르면 금, 은, 향료, 문서들이 포함되어 있다. 이들은 예루살렘 성전에 보관되어 있던 보물들로 추정하고 있다.

### 제4동굴
1950년말부터 40%의 문서들이 제4동굴에서 발견되었지만, 출판되지 않아서 내용이 알려지지 않고 있다.

### 제5에서 제6동굴
제5, 제6동굴은 제4동굴이 발견된 지 얼마 지나지 않아 발견되었다.
1954년 7월 1일, 월 스트리트 저널은 사해 사본 문서에 대한 광고를 실었는데 이에 대한 것이었다.

### 제7에서 제10동굴
고고학자들은 제7동굴에서 제10동굴까지 1955년에 발견했으나, 많은 문서들이 들어 있지는 않았다. 제7동굴은 17개의 그리스어 문서들 (7Q5를 포함)을 담고 있으며, 이들은 논란의 대상이 되었다. 제8동굴은 5개의 단편을 가지고 있었으며, 제9동굴은 단 하나의 단편만이 있었다. 제10동굴에는 도편만이 들어 있었다.

### 제11동굴
성전 문서가 제11동굴에서 발견되었으며 이는 가장 긴 두루마리이다. 현재 남아 있는 부분의 길이는 8.148미터이다. 내용으로 미루어보았을 때 원래의 길이는 8.75미터로 추정된다.

## 같이 보기
- 에세네파
- 책의 사당